# Caterina Manzoni
Caterina Manzoni, född 1745, död 1774, var en italiensk skådespelare.
Hon var engagerad vid Teatro San Luca i Venedig mellan 1768 och 1774. 
Hon beskrivs som intelligent och begåvad och etablerade hon sig snabbt som en av sin tids ledande skådespelerskor i Venedig, både i tragedi och improviserad komedi och fars, där hon "sjöng med stor livlighet". År 1766 i Livorno gjorde hon succé i Martinis La Susanna; två år senare på Teatro San Luca i Venedig inom drama, särskilt i Le Disertore francese och Gabriella di Vergy. År 1774 drog hon sig tillbaka till privatlivet i Venedig, "odlade litteratur och samtalade med muserna".